# عصب دورکننده
عصب دورکننده یا عصب دورکُن‎ (به انگلیسی: Abducens nerve) زوج ششم اعصاب مغزی است که هسته‌ای به نام دورکننده در ناحیهٔ پل مغزی دارد. این عصب از نوع پیکری (سوماتیک) وابران است و ماهیچه راست جانبی (رکتوس لترال) از طریق آن عصب می‌گیرد. عمل ماهیچه راست جانبی، حرکت کرهٔ چشم به سمت بیرون است.

## نگارخانه

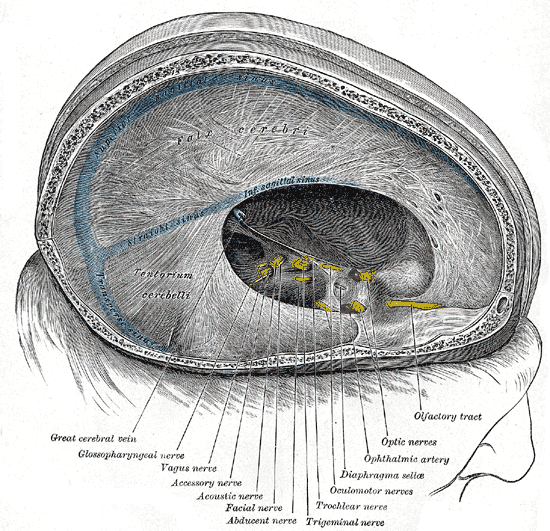
Dura mater and its processes exposed by removing part of the right half of the skull, and the brain.
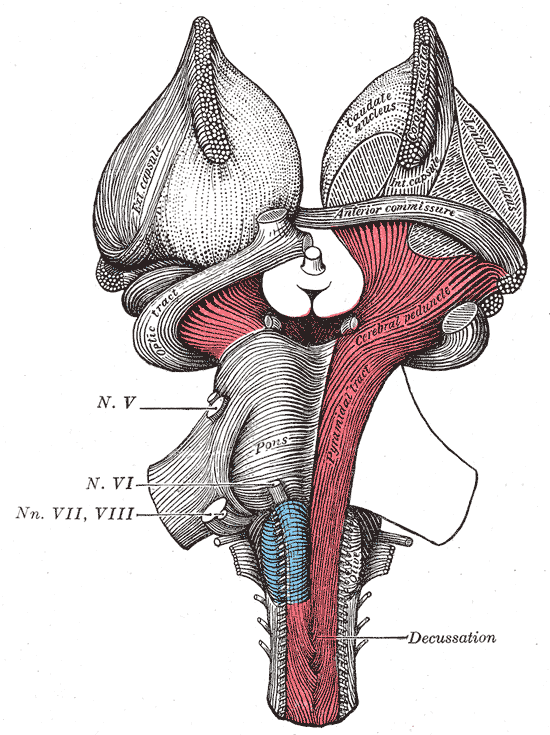
Superficial dissection of brain-stem. Ventral view.
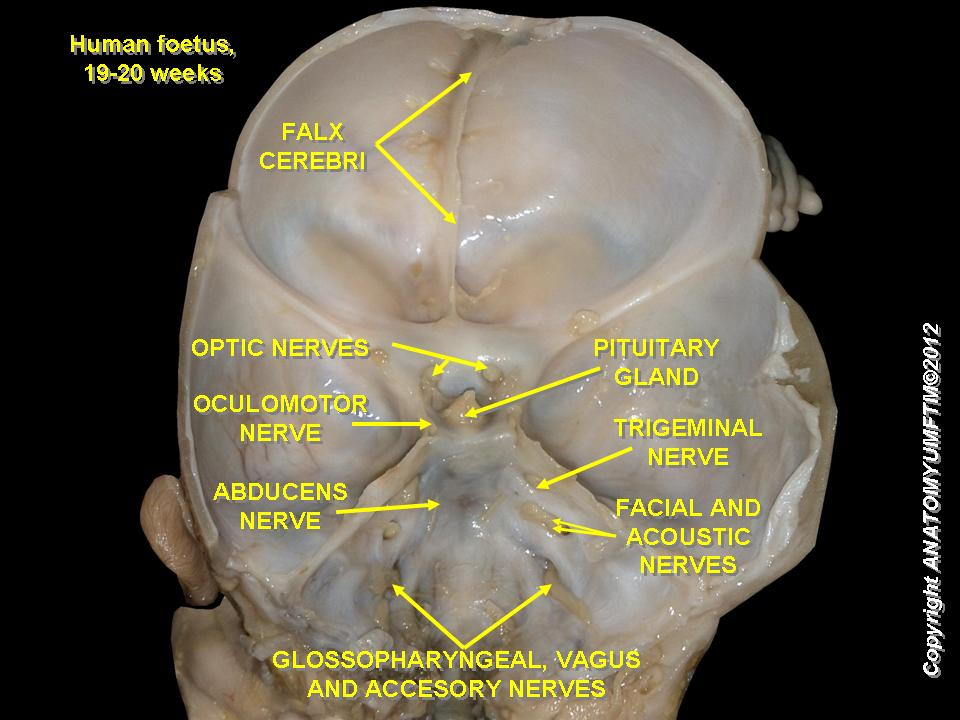
عصب ابدوسنس
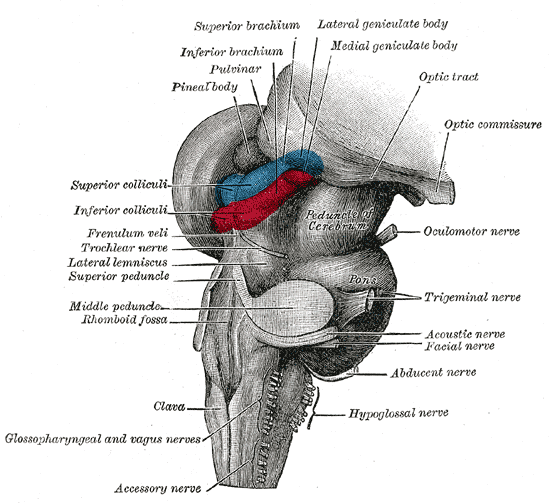
Hind- and mid-brains; postero-lateral view.
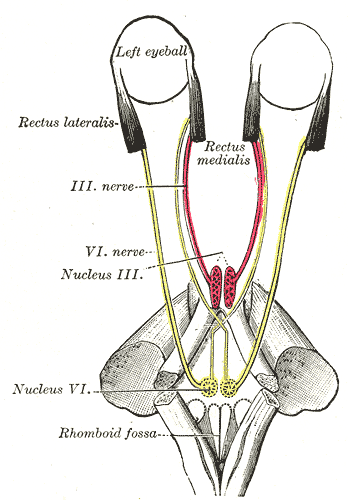
Figure showing the mode of innervation of the Recti medialis and lateralis of the eye.
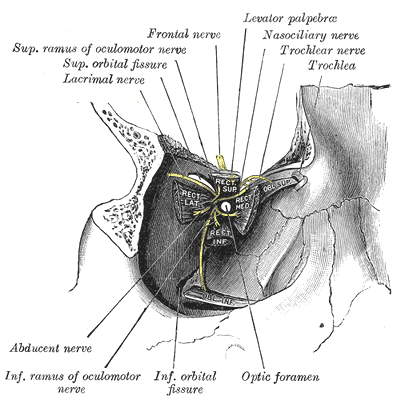
Dissection showing origins of right ocular muscles, and nerves entering by the superior orbital fissure.
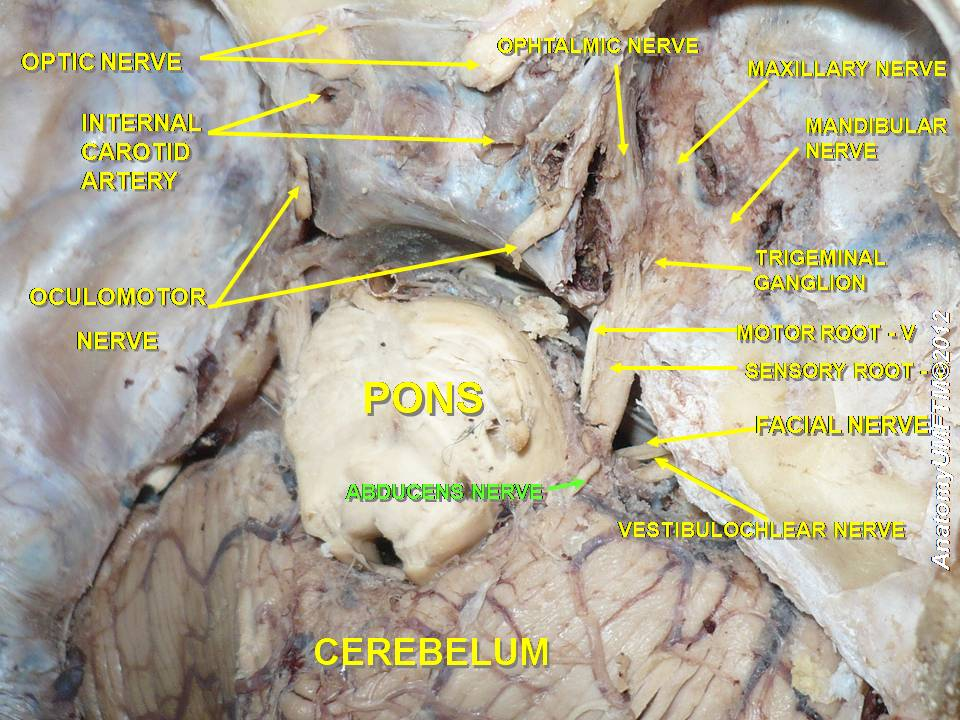
عصب دورکننده